# Bonita Granville
Bonita Granville (Chicago, 2 februari 1923 – Santa Monica, 11 oktober 1988) was een Oscargenomineerde, Amerikaanse actrice en kindster.

## Biografie
Granvilles carrière begon al als kind, aangezien vele generaties in haar familie theater-acteurs waren. In 1932 speelde ze al in films en ze kreeg in begin 1933, nog voor haar tiende verjaardag, al haar debuut in de film Westward Passage.
Ze kreeg in het begin van haar carrière vooral figurantenrolletjes, zoals in de bekende Little Women (1933) en The Garden of Allah (1936).
Toch kreeg ze rond 1936 grotere rollen en al snel bewees ze zichzelf en werd genomineerd voor een Oscar voor haar rol in These Three.
Ondanks haar succes, kreeg ze nog maar weinig rollen aangeboden en moest er hard voor werken. Hoewel ze nog in veel films speelde, vaagde ze uit de filmindustrie weg in de eind jaren 40. In de jaren 50 speelde ze nog een paar gastrollen in series, maar ging daarna met pensioen.
Granville stierf op 11 oktober 1988 op 65-jarige leeftijd aan longkanker.

## Filmografie (selectie)
- 1933: Cavalcade
- 1934: Anne of Green Gables
- 1935: Ah, Wilderness!
- 1936: These Three
- 1936: The Garden of Allah
- 1937: Quality Street
- 1937: It's Love I'm After
- 1938: Merrily We Live
- 1940: The Mortal Storm
- 1940: Escape
- 1941: H.M. Pulham, Esq.
- 1942: The Glass Key
- 1942: Now, Voyager
- 1944: Andy Hardy's Blonde Trouble
- 1946: Love Laughs at Andy Hardy
- 1950: Guilty of Treason
- 1956: The Lone Ranger

- Bibsys: 1602157054032
- Biblioteca Nacional de España: XX1710742
- Bibliothèque nationale de France: cb17004558s (data)
- Gemeinsame Normdatei: 1061588327
- International Standard Name Identifier: 0000 0000 2187 3135
- Library of Congress Control Number: n78050716
- Nationale Bibliotheek van Israël: 987007456928005171
- SNAC: w6gj2hxr
- Système universitaire de documentation: 185779824
- Virtual International Authority File: 72651202
- WorldCat: E39PBJhXcdDTHdGyVtx4c7CCwC